# СМЗ С-3Д
СМЗ С-3Д «Жабка», «Інвалідка»— двомісний чотириколісний задньопривідний мікроавтомобіль з кузовом типу 2 дверний купе. Вироблявся на Серпуховському автомобілебудівному заводі з 1970 по 1997 рік.

## Історія
Початкові плани мали на увазі створення легкого універсального транспортного засобу підвищеної прохідності для сільської місцевості з кузовом типу "пікап" на базі розташованого спереду силового агрегату «Запорожця» ЗАЗ-965. Відповідно до цього завданням дизайнерами Сектора колісного транспорту Спеціального художньо-конструкторського бюро (СХКБ) при Мосовнаргоспі Еріком Сабо і Едуардом Молчановим був створений проект зовнішнього вигляду утилітарного всюдихода зі спрощеним кузовом оригінальної форми, яка враховувала також обмежені технологічні можливості підприємства-виготовлювача.
В ході наступної реорганізації системи раднаргоспів проект сільського позашляховика виявився «похований», однак дизайнерські напрацювання по ньому, передані на СМЗ, виявилися затребувані і були покладені заводськими художниками-конструкторами в основу зовнішнього вигляду майбутньої мотоколяски, що розроблялася за участю фахівців НАМІ.
Безпосередню підготовку до виробництва почали в 1967 році. Для Серпуховського заводу ця модель повинна була стати проривною - перехід від відкритого каркасно-панельного кузова з просторовим каркасом з труб і обшивкою з листового металу, обробленого на згинальних і зіговочних машинах, дуже дорогого і нетехнологічного в масовому виробництві, до звареного на механізованій потокової лінії з штампованих деталей суцільнометалевого несучого повинен був не тільки набагато підвищити комфортабельність, а й забезпечити значне збільшення масштабів випуску.
Виробництво С3Д почалося в липні 1970 року, а останні 300 примірників покинули СеАЗ восени 1997 року. Всього було випущено 223 051 екземпляр мотоколяски.

## Двигуни
- 0,346 л Іж-Планета-2 12 к.с. при 3600 об/хв 25 Нм
- 0,346 л Іж-Планета-3 14 к.с. при 4000 об/хв 25 Нм

## Модифікації мікроавтомобілів СеАЗ

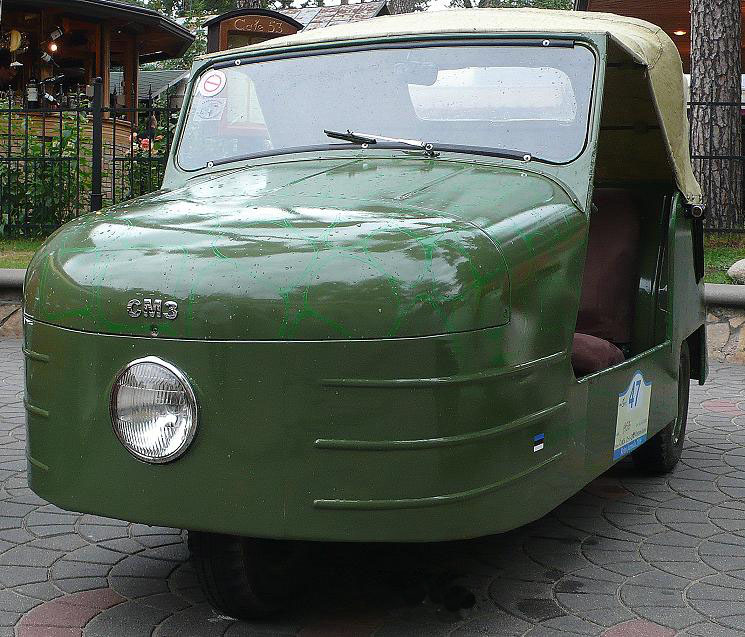
СМЗ С-1Л
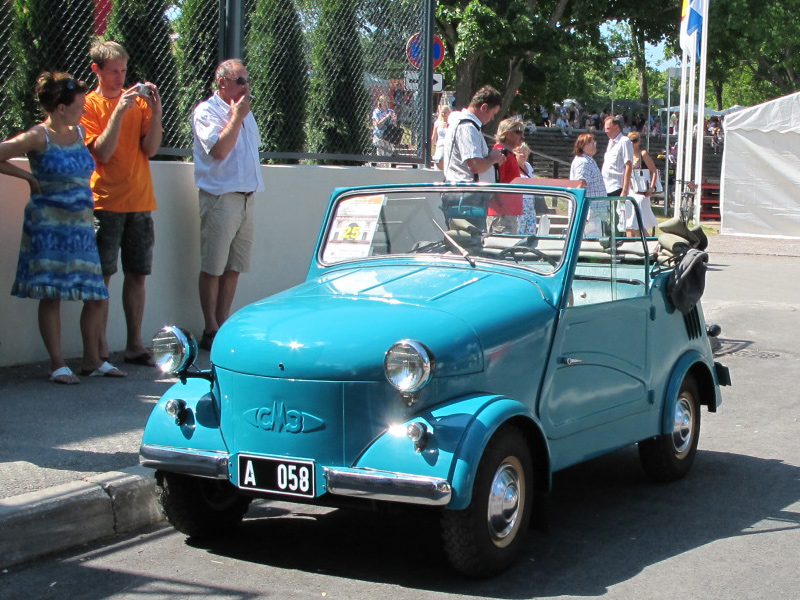
СМЗ С-3А
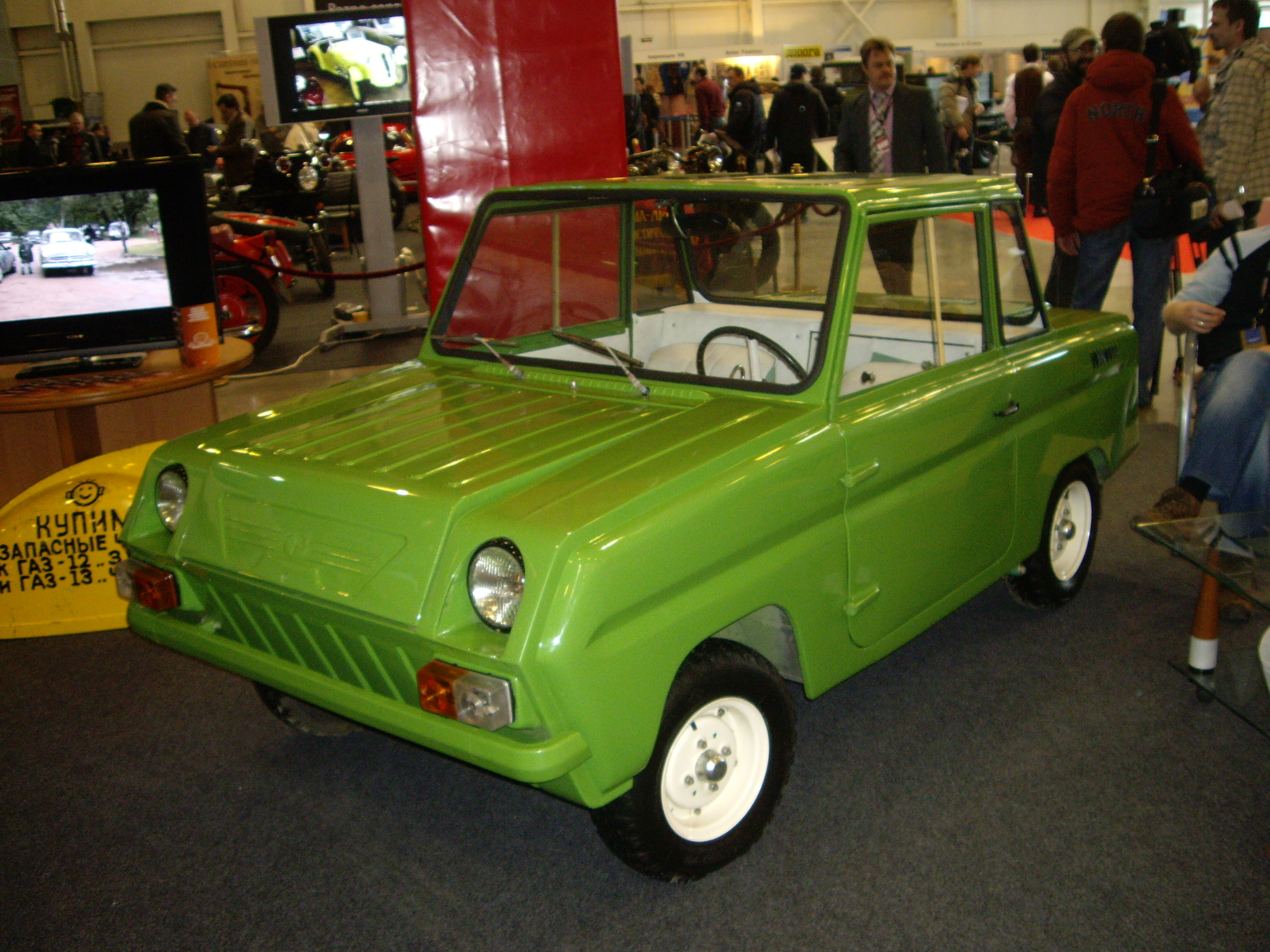
СМЗ С3Д
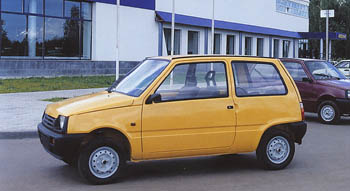
СЕАЗ «Ока»